# Hvid Sjokolade
Hvid Sjokolade var en dansk rap/hiphop-gruppe fra Næstved, bestående af Niels Henrik Gerts ("DJ Nage"), Tommy Bredsted ("Onkel Tom") og Lasse Lindholm Nielsen ("Mesta Lasse"). Siden deres dannelse i 1993 har gruppen udgivet fire album, Så'n er vi (1996), Levende poeters klub (1997), Munden fuld (2001) og Mon ik'..! (2004).
Hvid Sjokolade opnåede både stor anerkendelse og kommerciel succes, og anses for at være et af de største danske hip hop-navne siden 1990'erne.  I 1998 forlod Mesta Lasse gruppen, og den 18. oktober 2007 afholdte gruppen en afskedskoncert på Vega i København for at lukke gruppen permanent.

## Historie
Niels Henrik Gerts, Tommy Bredsted og Lasse Lindholm Nielsen mødte hinanden på Næstved Gymnasium i 1991, hvor de efterfølgende begyndte at rappe sammen. De kaldte sig først for Konger Uden Kroner, en underground hiphop gruppe – men i slutningen af 1993 omdøbte de sig til Hvid Sjokolade. Deres første live-optræden var ved den traditionsrige hiphop koncert Pulejam den 26. december 1993 i Den Grå Hal på Christiania. I forbindelse med et knivdrab på Hovedbanegården i 1993, som af pressen blev kaldt for "Hiphop mordet", fordi den dræbte havde en kasket på, da han blev dræbt, blev foreningen 'Stop Volden' dannet. Foreningen udgav med støtte fra Kulturministeriet et album med fire sange, hvorpå Hvid Sjokolade, Per Vers, Humleridderne og Den Gale Pose medvirkede og tog afstand fra vold.
De udgav deres første musikudgivelse i december 1994 – et selvfinansieret demobånd kaldet Sovs fra Syden, som blev trykt i 100 eksemplarer. Udgivelsen gjorde dem vældige populære, og demobåndet blev yderligere kopieret utallige gange i de efterfølgende år. Sovs fra Syden skabte ligeledes flere spillejobs for gruppen, bl.a. var de på turné med Humleridderne i 1995. Deres debutalbum Så'n er vi blev udgivet den 1. oktober 1996 af Scandinavian Records, og blev gruppens egentlige gennembrud. Specielt sangen "Pikken i Hånden" vakte opmærksomhed, ligesom forsiden af GAFFA i december 1996, hvor gruppen optrådte i karbad med en velvoksen og barmfager dame, gjorde det. Så'n er vi blev af kritikerne modtaget godt og solgte 20.000 eksemplarer.
I 1997 udgav de deres andet album kaldet, Levende poeters klub. Albummet blev kritikerrost for at indeholde lidt mere "emneorienterede tekster" end deres forgænger og større "fokusering på teksterne". "Kronisk Fastelavn", "Det handler om at Feste" og "Sydsidens Vilde" blev albummets helt store singler. I 1998 valgte Mesta Lasse dog at forlade Hvid Sjokolade, og i et interview med GAFFA i 2008 kunne man læse begrundelsen for at han valgte at forlade gruppen: "Jeg var simpelthen blevet så træt af den her rolle som jovial rapstjerne fra provinsen, og så følte jeg, at jeg havde fået det maksimale ud af mit talent."
I år 2000 gæsteoptrædede gruppen på Klart Dér!'s debutalbum, Elektriske Fyrfadslys, som desuden var produceret af DJ Nage, og efterfølgende besluttede Hvid Sjokolade sig for at holde en pause. Den 26. marts 2001 blev gruppens tredje album udgivet, Munden fuld, denne gang på gruppens eget nystiftede pladeselskab Vognmandsfirmaet Menneskelyd. Albummet havde bl.a. gæsteoptrædener som Blæs Bukki, Tyde T, DJ Pladespiller og DJ Møller fra Sund Fornuft. Munden fuld blev modtaget godt af kritikere, bl.a. skrev musikanmelder Mark Dalhoum Pedersen: "Munden Fuld... er stadig en af de mere interessante udgivelser fra den danske rapscene i et godt stykke tid."

Deres fjerde og sidste album, Mon ik'..!, blev udgivet den 20. september 2004. I 2007 udsendte de en pressemeddelelse, hvori de meddelte: 
| „ | Legen har været god i mange år, men det må komme til en ende. Vi har begge lyst til at gå nye veje musikalsk, men vi ønsker at lukke Sjokoladelandet med manér, i vanlig god og ægte sjokostilo. Ambitionen med aftenen er et brag af en fest. | “ |

 Torsdag den 18. oktober 2007 spillede gruppen deres udsolgte afskedskoncert på Lille VEGA i København. Koncerten er efterfølgende blevet udgivet på en dvd.

## Medlemmer
- Niels Henrik Gerts ("DJ Nage"): Født i 1973 i Næstved – i dag producer med eget studie 'The Planet' og autodidakt tonemester.
- Tommy Bredsted ("Onkel Tom"): Født i 1975 i Mogenstrup – i dag uddannet manuskriptforfatter fra Den Danske Filmskole i 2003 med afgangsfilmen »Bokseren«, hvor blandt andre Erik Clausen og Paw Henriksen medvirkede. Bredsted spillede selv en større rolle i 2002 i filmen Slim Slam Slum.
- Lasse Lindholm Nielsen ("Mesta Lasse"): Født i 1975 i Næstved – har siden 2010 været kommunikationschef i pladeselskabernes brancheorganisation IFPI. Tidligere var han a&r-mand hos Sony BMG, projektleder i Københavns Kommune og har hjulpet og samarbejdet med R&B sangeren Karen. Ligeledes har han været dommer ved MC's Fight Night adskillige gange, senest i 2005.

Den danske sanger og trommeslager Safir spillede trommer i gruppen.

## Diskografi
- Så'n er vi (1996)
- Levende poeters klub (1997)
- Munden fuld (2001)
- Mon ik'..! (2004)

## Teater
- Kampen Om Danmark (skrevet og komponeret til BaggårdTeatret & Odense Teater – 2005)